# André Marfaing
André Marfaing (* 11. Dezember 1925 in Toulouse, Frankreich; † 30. März 1987 in Paris) war ein französischer Maler und Grafiker.
Er gehört zu den bedeutenden Vertretern der Abstrakten Kunst und Druckgrafik nach dem Zweiten Weltkrieg.

## Leben
André Marfaing studierte ursprünglich Jura, bevor er zur Malerei fand. Er zog 1949 nach Paris und stellte bereits von 1950 an im 1. Salon der Jungen Maler mit aus. Parallel zu seiner Malerei hat er ein umfangreiches grafisches Werk mit einer Vorliebe für die Radierung geschaffen, aber auch Collagen und Tuschezeichnungen. Er lebte lange Zeit in Saint-Jean-de-Luz.
Das charakteristische am Werk von André Marfaing ist die Dominanz der Farbe Schwarz. Fast alle seine Arbeiten sind in Schwarz-Weiß gehalten, andere Farben kommen kaum vor.
„Das Licht berührt mich mehr als die Farbe.“ (André Marfaing)
Seine Arbeiten fanden in den 1950er und 1960er Jahren große Beachtung. Er war Teilnehmer der documenta 2 1959 in Kassel in der Abteilung Malerei und auch der Biennale von Venedig im Jahre 1961.